# Liste der politischen Parteien in Kap Verde
Diese Liste verzeichnet die politischen Parteien in Kap Verde.
Nach der Unabhängigkeit von Portugal 1975 und dem anschließenden Einparteiensystem der PAIGC (seit 1980/81 PAICV) wurde erst zur Parlamentswahl 1991 ein Mehrparteiensystem auf den Kapverdischen Inseln eingeführt.

## Liste der politischen Parteien Kap Verdes
- Partido Africano da Independencia de Cabo Verde (Afrikanische Partei der Unabhängigkeit Kap Verdes, PAICV) sozialdemokratisch (bis 1990 sozialistisch), 1959 gegründet
- Movimento para a Democracia (Bewegung für die Demokratie, MpD) liberal, 1990 gegründet
- União Caboverdiana Independente e Democrática (Unabhängige und demokratische Union Kap Verdes, UCID) christdemokratisch, 1977 gegründet, nur auf São Vicente nennenswert verwurzelt, jedoch in den kapverdischen Gemeinden im Ausland stark vertreten
- Partido do Trabalho e da Solidariedade (Partei der Arbeit und der Solidarität, PTS), Ende der 1990er Jahre gegründet
- Partido da Renovação Democrática (Partei der demokratischen Erneuerung, PRD), 2000 durch Abspaltung aus der MpD gegründet
- Partido da Convergência Democrática (Partei der demokratischen Konvergenz, PCD), 1994 durch Abspaltung aus der MpD gegründet
- Partido Social Democrático (Sozialdemokratische Partei, PSD)
- Partido Democrata Cristão (Christlich-Demokratische Partei, PDC)